# 雙增壓器
雙增壓器，是一個揉合了渦輪增壓和机械增压技術於一身的增壓器，兩種技術抵消了彼此的弱點（渦輪增壓於低轉時的渦輪遲滯；和机械增压於高轉速時的馬力損耗）。1980年代，這概念令蓝旗亚的Delta S4在越野賽事中所向披靡。這技術亦曾用於1988年的日產March Super Turbo（EK10GFR/GAR）之上，此車為限量版，只生產了1萬輛。福士集團於2010年代再度將此技術運用於其1.4 TSI引擎之上，並搭載至集團內各品牌的汽車之中，而積架於2010年將此技術運用於已於2012年被宣佈終止的C-X75上。